# Heikki Hirvonen
Heikki Hirvonen, né le 8 février 1895 à Rääkkylä et mort le 19 août 1973 à Riihimäki, est un patrouilleur militaire finlandais. Il a notamment remporté la médaille d'argent aux Jeux olympiques d'hiver de 1924 à Chamonix-Mont-Blanc, en France, dans la course par équipes de ski militaire avec ses trois compatriotes : Väinö Bremer, August Eskelinen et Martti Lappalainen.

## Palmarès

### Jeux olympiques d'hiver
- Médaillé d'argent en ski militaire aux Jeux olympiques d'hiver de 1924 à Chamonix-Mont-Blanc ( France)